# Veterans Memorial Coliseum (Portland)
Pour les articles homonymes, voir Memorial Coliseum.
Le Memorial Coliseum est une salle omnisports située à Portland, dans l'Oregon. Adjacente à la Rose Garden Arena, ces deux ensembles forment un complexe appelé Rose Quarter.
Depuis 1976, c'est la patinoire des Winter Hawks de Portland de la Ligue de hockey de l'Ouest. De 1970 à 1995, ce fut le domicile des Trail Blazers de Portland de la National Basketball Association qui ensuite déménagèrent vers la Rose Garden Arena. D'autres équipes jouèrent dans cette salle comme le Portland Power de l'American Basketball League entre 1996 et 1998, les Portland Buckaroos ou encore le Portland Pride. Le Memorial Coliseum a une capacité de 12 888 places pour les rencontres de basket-ball et peut accueillir plus de 13 000 personnes lors de concerts.

## Histoire
Financé par $8 millions de dollars d'obligations, approuvées par les électeurs en 1954, la construction a été achevée par Hoffman Construction en 1960. Le Coliseum ouvre ses portes le 3 novembre 1960 et il est officiellement inauguré le 8 janvier 1961.
Tout comme sa voisine (Rose Garden Arena), le bâtiment est actuellement administrée par Global Spectrum, une compagnie qui gère des installations sportives.

### Avenir
Il a été proposé que le Memorial Coliseum soit démoli pour faire place à un nouveau stade de baseball de 9 000 places pour l'équipe des Portland Beavers. Cette dernière désire quitter le PGE Park face à l'arrivée d'un nouveau club de la Major League Soccer à Portland. Cette proposition a été retirée début mai 2009 car de nouveaux emplacements sont susceptibles d'accueillir le futur stade. De plus, la destruction du Coliseum a généré une forte opposition parmi les habitants et certains politiciens de la région.

## Événements
- Final Four basket-ball NCAA, mars 1965
- Dew Tour (Wendy's Invitational), depuis 2005
- Finale de la Coupe Davis 2007

## Galerie

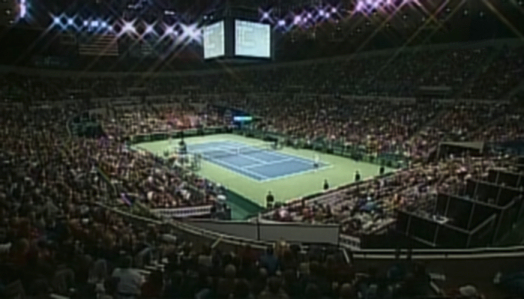
Finale de la Coupe Davis 2007